# Albrecht Theodor Middeldorpf
Albrecht Theodor Middeldorpf (ur. 3 lipca 1824 we Wrocławiu, zm. 29 lipca 1868 tamże) – niemiecki lekarz, profesor Königliche Universität Breslau.
Był synem teologa Hinricha Middeldorpfa. Studiował w latach 1842-46 we Wrocławiu i Berlinie, był uczniem Purkiniego, Muellera i Dieffenbacha. Tytuł doktora medycyny otrzymał w 1846 roku. Po ukończeniu studiów przez rok pracował jako asystent u Purkiniego we Wrocławiu, a następnie wyjechał na studia do Wiednia i Paryża. W 1853 został profesorem nadzwyczajnym chirurgii i okulistyki we Wrocławiu. W 1856 został profesorem zwyczajnym i dyrektorem kliniki chirurgiczno-okulistycznej. Podczas wojny austro-pruskiej wyróżniał się w leczeniu odniesionych w bitwach obrażeń. Odznaczony Orderem Orła Czerwonego 3 klasy.